# Eleições legislativas portuguesas de 2024 no Estrangeiro
| Eleições legislativas portuguesas de 2024 Distritos: Aveiro \| Beja \| Braga \| Bragança \| Castelo Branco \| Coimbra \| Évora \| Faro \| Guarda \| Leiria \| Lisboa \| Portalegre \| Porto \| Santarém \| Setúbal \| Viana do Castelo \| Vila Real \| Viseu \| Açores \| Madeira \| Estrangeiro |

## Resultados por País e Continente
Os resultados nas embaixadas e consulados no Estrangeiro foram os seguintes:

### Europa

#### Alemanha
| Partido                 | Partido                                  | Votos  | %               | +/-   |
| ----------------------- | ---------------------------------------- | ------ | --------------- | ----- |
|                         | Partido Socialista                       | 4 061  | 20,07 / 100,00  | 16,87 |
|                         | Aliança Democrática (PPD/PSD-CDS-PP-PPM) | 3 659  | 18,08 / 100,00  | 0,69  |
|                         | CHEGA                                    | 2 631  | 13,00 / 100,00  | 7,18  |
|                         | Bloco de Esquerda                        | 811    | 4,01 / 100,00   | 0,67  |
|                         | Iniciativa Liberal                       | 636    | 3,14 / 100,00   | 0,42  |
|                         | LIVRE                                    | 630    | 3,11 / 100,00   | 0,69  |
|                         | Pessoas–Animais–Natureza                 | 527    | 2,60 / 100,00   | 0,80  |
|                         | Coligação Democrática Unitária (PCP-PEV) | 275    | 1,36 / 100,00   | 0,43  |
|                         | Outros (com menos de 1,00%)              | 379    | 1,87 / 100,00   |       |
| Votos Inválidos         | Votos Inválidos                          | 6 627  | 32,75 / 100,00  | 10,02 |
| Total                   | Total                                    | 20 236 | 100,00 / 100,00 |       |
| Eleitorado/Participação | Eleitorado/Participação                  | 75 662 | 26,75 / 100,00  | 12,34 |

#### Bélgica
| Partido                 | Partido                                  | Votos  | %               | +/-   |
| ----------------------- | ---------------------------------------- | ------ | --------------- | ----- |
|                         | Partido Socialista                       | 965    | 17,93 / 100,00  | 17,46 |
|                         | CHEGA                                    | 934    | 17,36 / 100,00  | 11,39 |
|                         | Aliança Democrática (PPD/PSD-CDS-PP-PPM) | 896    | 16,65 / 100,00  | 0,62  |
|                         | Bloco de Esquerda                        | 279    | 5,18 / 100,00   | 0,48  |
|                         | LIVRE                                    | 259    | 4,81 / 100,00   | 1,64  |
|                         | Iniciativa Liberal                       | 251    | 4,66 / 100,00   | 1,84  |
|                         | Pessoas–Animais–Natureza                 | 167    | 3,10 / 100,00   | 0,70  |
|                         | Coligação Democrática Unitária (PCP-PEV) | 90     | 1,67 / 100,00   | 0,92  |
|                         | Outros (com menos de 1,00%)              | 133    | 2,47 / 100,00   |       |
| Votos Inválidos         | Votos Inválidos                          | 1 407  | 26,14 / 100,00  | 8,81  |
| Total                   | Total                                    | 5 381  | 100,00 / 100,00 |       |
| Eleitorado/Participação | Eleitorado/Participação                  | 17 330 | 31,05 / 100,00  | 20,62 |

#### Espanha
| Partido                 | Partido                                  | Votos  | %               | +/-   |
| ----------------------- | ---------------------------------------- | ------ | --------------- | ----- |
|                         | Aliança Democrática (PPD/PSD-CDS-PP-PPM) | 2 315  | 24,65 / 100,00  | 4,93  |
|                         | Partido Socialista                       | 1 588  | 16,91 / 100,00  | 13,19 |
|                         | CHEGA                                    | 881    | 9,38 / 100,00   | 4,17  |
|                         | Iniciativa Liberal                       | 471    | 5,02 / 100,00   | 0,16  |
|                         | Bloco de Esquerda                        | 453    | 4,82 / 100,00   | 1,17  |
|                         | Pessoas–Animais–Natureza                 | 259    | 2,76 / 100,00   | 0,02  |
|                         | LIVRE                                    | 233    | 2,48 / 100,00   | 0,91  |
|                         | Coligação Democrática Unitária (PCP-PEV) | 160    | 1,70 / 100,00   | 0,29  |
|                         | Outros (com menos de 1,00%)              | 196    | 2,08 / 100,00   |       |
| Votos Inválidos         | Votos Inválidos                          | 2 835  | 30,18 / 100,00  | 2,18  |
| Total                   | Total                                    | 9 391  | 100,00 / 100,00 |       |
| Eleitorado/Participação | Eleitorado/Participação                  | 45 293 | 20,73 / 100,00  | 10,26 |

#### França
| Partido                 | Partido                                  | Votos   | %               | +/-   |
| ----------------------- | ---------------------------------------- | ------- | --------------- | ----- |
|                         | Partido Socialista                       | 15 779  | 18,59 / 100,00  | 16,06 |
|                         | CHEGA                                    | 14 215  | 16,75 / 100,00  | 11,40 |
|                         | Aliança Democrática (PPD/PSD-CDS-PP-PPM) | 10 717  | 12,63 / 100,00  | 3,04  |
|                         | Pessoas–Animais–Natureza                 | 1 673   | 1,97 / 100,00   | 0,59  |
|                         | Bloco de Esquerda                        | 1 342   | 1,58 / 100,00   | 0,08  |
|                         | Outros (com menos de 1,00%)              | 3 743   | 4,42 / 100,00   |       |
| Votos Inválidos         | Votos Inválidos                          | 37 412  | 44,07 / 100,00  | 9,05  |
| Total                   | Total                                    | 84 881  | 100,00 / 100,00 |       |
| Eleitorado/Participação | Eleitorado/Participação                  | 381 591 | 22,24 / 100,00  | 10,45 |

#### Luxemburgo
| Partido                 | Partido                                  | Votos  | %               | +/-   |
| ----------------------- | ---------------------------------------- | ------ | --------------- | ----- |
|                         | CHEGA                                    | 2 676  | 19,61 / 100,00  | 10,94 |
|                         | Aliança Democrática (PPD/PSD-CDS-PP-PPM) | 1 948  | 14,27 / 100,00  | 3,09  |
|                         | Partido Socialista                       | 1 770  | 12,97 / 100,00  | 20,94 |
|                         | Iniciativa Liberal                       | 269    | 1,97 / 100,00   | 0,18  |
|                         | Bloco de Esquerda                        | 237    | 1,74 / 100,00   | 0,03  |
|                         | Pessoas–Animais–Natureza                 | 237    | 1,74 / 100,00   | 0,81  |
|                         | Outros (com menos de 1,00%)              | 380    | 2,78 / 100,00   |       |
| Votos Inválidos         | Votos Inválidos                          | 6 132  | 44,93 / 100,00  | 15,79 |
| Total                   | Total                                    | 13 649 | 100,00 / 100,00 |       |
| Eleitorado/Participação | Eleitorado/Participação                  | 36 876 | 37,01 / 100,00  | 23,95 |

#### Reino Unido
| Partido                 | Partido                                  | Votos   | %               | +/-   |
| ----------------------- | ---------------------------------------- | ------- | --------------- | ----- |
|                         | Partido Socialista                       | 5 670   | 15,22 / 100,00  | 8,61  |
|                         | Aliança Democrática (PPD/PSD-CDS-PP-PPM) | 4 681   | 12,57 / 100,00  | 0,34  |
|                         | CHEGA                                    | 3 769   | 10,12 / 100,00  | 6,10  |
|                         | Bloco de Esquerda                        | 1 372   | 3,68 / 100,00   | 0,85  |
|                         | Iniciativa Liberal                       | 1 113   | 2,99 / 100,00   | 0,35  |
|                         | Pessoas–Animais–Natureza                 | 1 031   | 2,77 / 100,00   | 0,03  |
|                         | LIVRE                                    | 855     | 2,30 / 100,00   | 0,15  |
|                         | Coligação Democrática Unitária (PCP-PEV) | 421     | 1,13 / 100,00   | 0,14  |
|                         | Outros (com menos de 1,00%)              | 1 014   | 2,72 / 100,00   |       |
| Votos Inválidos         | Votos Inválidos                          | 17 327  | 46,51 / 100,00  | 3,98  |
| Total                   | Total                                    | 37 253  | 100,00 / 100,00 |       |
| Eleitorado/Participação | Eleitorado/Participação                  | 176 633 | 21,09 / 100,00  | 11,74 |

#### Suíça
| Partido                 | Partido                                  | Votos   | %               | +/-   |
| ----------------------- | ---------------------------------------- | ------- | --------------- | ----- |
|                         | CHEGA                                    | 16 226  | 32,62 / 100,00  | 18,46 |
|                         | Aliança Democrática (PPD/PSD-CDS-PP-PPM) | 6 411   | 12,89 / 100,00  | 4,41  |
|                         | Partido Socialista                       | 5 958   | 11,98 / 100,00  | 22,67 |
|                         | Iniciativa Liberal                       | 1 093   | 2,20 / 100,00   | 0,62  |
|                         | Bloco de Esquerda                        | 1 029   | 2,07 / 100,00   | 0,25  |
|                         | Pessoas–Animais–Natureza                 | 715     | 1,44 / 100,00   | 0,62  |
|                         | Outros (com menos de 1,00%)              | 1 463   | 2,94 / 100,00   |       |
| Votos Inválidos         | Votos Inválidos                          | 16 851  | 33,87 / 100,00  | 11,48 |
| Total                   | Total                                    | 49 746  | 100,00 / 100,00 |       |
| Eleitorado/Participação | Eleitorado/Participação                  | 147 881 | 33,64 / 100,00  | 19,72 |

#### Restantes países da Europa
| Partido                 | Partido                                  | Votos  | %               | +/-   |
| ----------------------- | ---------------------------------------- | ------ | --------------- | ----- |
|                         | Aliança Democrática (PPD/PSD-CDS-PP-PPM) | 2 723  | 19,29 / 100,00  | 3,98  |
|                         | Partido Socialista                       | 2 270  | 16,08 / 100,00  | 12,98 |
|                         | CHEGA                                    | 1 640  | 11,62 / 100,00  | 5,60  |
|                         | Iniciativa Liberal                       | 1 284  | 9,10 / 100,00   | 1,91  |
|                         | LIVRE                                    | 1 022  | 7,24 / 100,00   | 0,04  |
|                         | Bloco de Esquerda                        | 915    | 6,48 / 100,00   | 0,93  |
|                         | Pessoas–Animais–Natureza                 | 565    | 4,00 / 100,00   | 0,80  |
|                         | Coligação Democrática Unitária (PCP-PEV) | 248    | 1,76 / 100,00   | 0,57  |
|                         | Outros (com menos de 1,00%)              | 343    | 2,44 / 100,00   |       |
| Votos Inválidos         | Votos Inválidos                          | 3 107  | 22,01 / 100,00  | 7,65  |
| Total                   | Total                                    | 14 117 | 100,00 / 100,00 |       |
| Eleitorado/Participação | Eleitorado/Participação                  | 56 045 | 25,19 / 100,00  | 15,32 |

### Fora da Europa

#### África
| Partido                 | Partido                                  | Votos  | %               | +/-   |
| ----------------------- | ---------------------------------------- | ------ | --------------- | ----- |
|                         | Aliança Democrática (PPD/PSD-CDS-PP-PPM) | 1 084  | 31,12 / 100,00  | 0,82  |
|                         | Partido Socialista                       | 803    | 23,05 / 100,00  | 23,54 |
|                         | CHEGA                                    | 646    | 18,55 / 100,00  | 11,90 |
|                         | Iniciativa Liberal                       | 105    | 3,01 / 100,00   | 0,76  |
|                         | Bloco de Esquerda                        | 78     | 2,24 / 100,00   | 0,77  |
|                         | Alternativa Democrática Nacional         | 49     | 1,41 / 100,00   | 0,78  |
|                         | LIVRE                                    | 49     | 1,41 / 100,00   | 0,69  |
|                         | Outros (com menos de 1,00%)              | 79     | 2,27 / 100,00   |       |
| Votos Inválidos         | Votos Inválidos                          | 590    | 16,94 / 100,00  | 14,25 |
| Total                   | Total                                    | 3 483  | 100,00 / 100,00 |       |
| Eleitorado/Participação | Eleitorado/Participação                  | 63 584 | 5,48 / 100,00   | 1,12  |

#### Brasil
| Partido                 | Partido                                  | Votos   | %               | +/-     |
| ----------------------- | ---------------------------------------- | ------- | --------------- | ------- |
|                         | CHEGA                                    | 13 724  | 24,61 / 100,00  | 14,14   |
|                         | Aliança Democrática (PPD/PSD-CDS-PP-PPM) | 11 406  | 20,45 / 100,00  | 18,38   |
|                         | Partido Socialista                       | 8 536   | 15,30 / 100,00  | 10,75   |
|                         | Pessoas–Animais–Natureza                 | 1 739   | 3,12 / 100,00   | 2,95    |
|                         | Nova Direita                             | 1 390   | 2,49 / 100,00   | Novo    |
|                         | Bloco de Esquerda                        | 1 290   | 2,31 / 100,00   | 0,67    |
|                         | Iniciativa Liberal                       | 1 135   | 2,03 / 100,00   | 2,48    |
|                         | Alternativa Democrática Nacional         | 698     | 1,25 / 100,00   | Estável |
|                         | Outros (com menos de 1,00%)              | 1 489   | 2,67 / 100,00   |         |
| Votos Inválidos         | Votos Inválidos                          | 14 367  | 25,75 / 100,00  | 23,08   |
| Total                   | Total                                    | 55 774  | 100,00 / 100,00 |         |
| Eleitorado/Participação | Eleitorado/Participação                  | 256 413 | 21,75 / 100,00  | 7,21    |

#### Canadá
| Partido                 | Partido                                  | Votos  | %               | +/-   |
| ----------------------- | ---------------------------------------- | ------ | --------------- | ----- |
|                         | Aliança Democrática (PPD/PSD-CDS-PP-PPM) | 2 576  | 19,64 / 100,00  | 21,37 |
|                         | Partido Socialista                       | 1 884  | 14,36 / 100,00  | 23,58 |
|                         | CHEGA                                    | 1 450  | 11,05 / 100,00  | 1,80  |
|                         | Bloco de Esquerda                        | 133    | 1,01 / 100,00   | 1,18  |
|                         | Outros (com menos de 1,00%)              | 459    | 3,50 / 100,00   |       |
| Votos Inválidos         | Votos Inválidos                          | 6 616  | 50,43 / 100,00  | 46,75 |
| Total                   | Total                                    | 13 118 | 100,00 / 100,00 |       |
| Eleitorado/Participação | Eleitorado/Participação                  | 54 161 | 24,22 / 100,00  | 6,45  |

#### Estados Unidos da América
| Partido                 | Partido                                  | Votos  | %               | +/-   |
| ----------------------- | ---------------------------------------- | ------ | --------------- | ----- |
|                         | Aliança Democrática (PPD/PSD-CDS-PP-PPM) | 2 194  | 20,11 / 100,00  | 27,05 |
|                         | CHEGA                                    | 1 219  | 11,17 / 100,00  | 0,32  |
|                         | Partido Socialista                       | 1 188  | 10,89 / 100,00  | 19,43 |
|                         | Iniciativa Liberal                       | 151    | 1,38 / 100,00   | 0,63  |
|                         | Bloco de Esquerda                        | 137    | 1,26 / 100,00   | 0,80  |
|                         | LIVRE                                    | 113    | 1,04 / 100,00   | 0,26  |
|                         | Pessoas–Animais–Natureza                 | 112    | 1,03 / 100,00   | 0,98  |
|                         | Outros (com menos de 1,00%)              | 185    | 1,70 / 100,00   |       |
| Votos Inválidos         | Votos Inválidos                          | 5 611  | 51,43 / 100,00  | 49,52 |
| Total                   | Total                                    | 10 910 | 100,00 / 100,00 |       |
| Eleitorado/Participação | Eleitorado/Participação                  | 65 242 | 16,72 / 100,00  | 2,92  |

#### Restantes países da América
| Partido                 | Partido                                  | Votos  | %               | +/-   |
| ----------------------- | ---------------------------------------- | ------ | --------------- | ----- |
|                         | Aliança Democrática (PPD/PSD-CDS-PP-PPM) | 1 184  | 34,46 / 100,00  | 18,68 |
|                         | Partido Socialista                       | 453    | 13,18 / 100,00  | 10,51 |
|                         | CHEGA                                    | 216    | 6,29 / 100,00   | 2,23  |
|                         | Alternativa Democrática Nacional         | 135    | 3,93 / 100,00   | 1,00  |
|                         | Iniciativa Liberal                       | 88     | 2,56 / 100,00   | 0,46  |
|                         | Pessoas–Animais–Natureza                 | 66     | 1,92 / 100,00   | 1,01  |
|                         | Outros (com menos de 1,00%)              | 134    | 3,91 / 100,00   |       |
| Votos Inválidos         | Votos Inválidos                          | 1 160  | 33,76 / 100,00  | 31,02 |
| Total                   | Total                                    | 3 436  | 100,00 / 100,00 |       |
| Eleitorado/Participação | Eleitorado/Participação                  | 62 856 | 5,47 / 100,00   | 2,22  |

#### China
| Partido                 | Partido                                  | Votos  | %               | +/-   |
| ----------------------- | ---------------------------------------- | ------ | --------------- | ----- |
|                         | Aliança Democrática (PPD/PSD-CDS-PP-PPM) | 2 306  | 37,45 / 100,00  | 10,53 |
|                         | Partido Socialista                       | 745    | 12,10 / 100,00  | 17,77 |
|                         | CHEGA                                    | 330    | 5,36 / 100,00   | 2,28  |
|                         | Pessoas–Animais–Natureza                 | 152    | 2,47 / 100,00   | 3,88  |
|                         | Iniciativa Liberal                       | 110    | 1,79 / 100,00   | 1,33  |
|                         | Bloco de Esquerda                        | 87     | 1,41 / 100,00   | 1,07  |
|                         | Coligação Democrática Unitária (PCP-PEV) | 81     | 1,32 / 100,00   | 1,89  |
|                         | LIVRE                                    | 62     | 1,01 / 100,00   | 1,68  |
|                         | Outros (com menos de 1,00%)              | 219    | 3,53 / 100,00   |       |
| Votos Inválidos         | Votos Inválidos                          | 2 065  | 33,54 / 100,00  | 26,73 |
| Total                   | Total                                    | 6 157  | 100,00 / 100,00 |       |
| Eleitorado/Participação | Eleitorado/Participação                  | 48 982 | 12,57 / 100,00  | 5,97  |

#### Restantes países da Ásia e Oceânia
| Partido                 | Partido                                  | Votos  | %               | +/-   |
| ----------------------- | ---------------------------------------- | ------ | --------------- | ----- |
|                         | Aliança Democrática (PPD/PSD-CDS-PP-PPM) | 1 886  | 31,50 / 100,00  | 2,17  |
|                         | Partido Socialista                       | 801    | 13,38 / 100,00  | 27,78 |
|                         | CHEGA                                    | 482    | 8,05 / 100,00   | 4,64  |
|                         | Iniciativa Liberal                       | 206    | 3,44 / 100,00   | 1,64  |
|                         | Pessoas–Animais–Natureza                 | 122    | 2,04 / 100,00   | 2,86  |
|                         | Bloco de Esquerda                        | 98     | 1,64 / 100,00   | 0,69  |
|                         | LIVRE                                    | 79     | 1,32 / 100,00   | 0,18  |
|                         | Coligação Democrática Unitária (PCP-PEV) | 73     | 1,22 / 100,00   | 0,99  |
|                         | Alternativa Democrática Nacional         | 68     | 1,14 / 100,00   | 0,23  |
|                         | Outros (com menos de 1,00%)              | 87     | 1,45 / 100,00   |       |
| Votos Inválidos         | Votos Inválidos                          | 2 086  | 34,83 / 100,00  | 31,06 |
| Total                   | Total                                    | 5 988  | 100,00 / 100,00 |       |
| Eleitorado/Participação | Eleitorado/Participação                  | 58 198 | 10,29 / 100,00  | 6,03  |